# カミーロ・フィリッピ
カミーロ・フィリッピ（Camillo Filippi、1500年ころ - 1574年）は、イタリアの画家である。フェラーラ派の画家、ドッソ・ドッシの影響を強く受けた画家である。

## 略歴
フェラーラで生まれた。父親のセバスティアーノ・フィリッピ（Sebastiano Filippi il Vecchio）も画家で、カミーロ・フィリッピはドッソ・ドッシ（ c.1490-1542）の弟のバッティスタ・ドッシ（生没年不詳）やジローラモ・ダ・カルピ（1501-1556）の弟子として画家のキャリアが始められた。ジローラモ・ダ・カルピとDelizia de Voghieraの装飾をした。この時、一緒に働いたビアージョ・プッピーニ（Biagio Pupini）やガロファロといった画家と知り合い影響を受けた。ガロファロとともにフェラーラのタペストリー工場でタペストリーのデザインもした。
作品にはフェラーラのサンタ・マリア・イン・ヴァド教会（Chiesa di Santa Maria in Vado）の宗教画やフェラーラのオラトリオ・デッレ・アンヌンツィアータOratorio dell'Annunziataの壁画などがある。
フェラーラ亡くなった。息子のセバスティアーノ・フィリッピ（Sebastiano Filippi、別名 Bastianino; 1528/1532–1602）とチェーザレ・フィリッピ（Cesare Filippi: 1536-1602以降）も画家になった。

## 作品

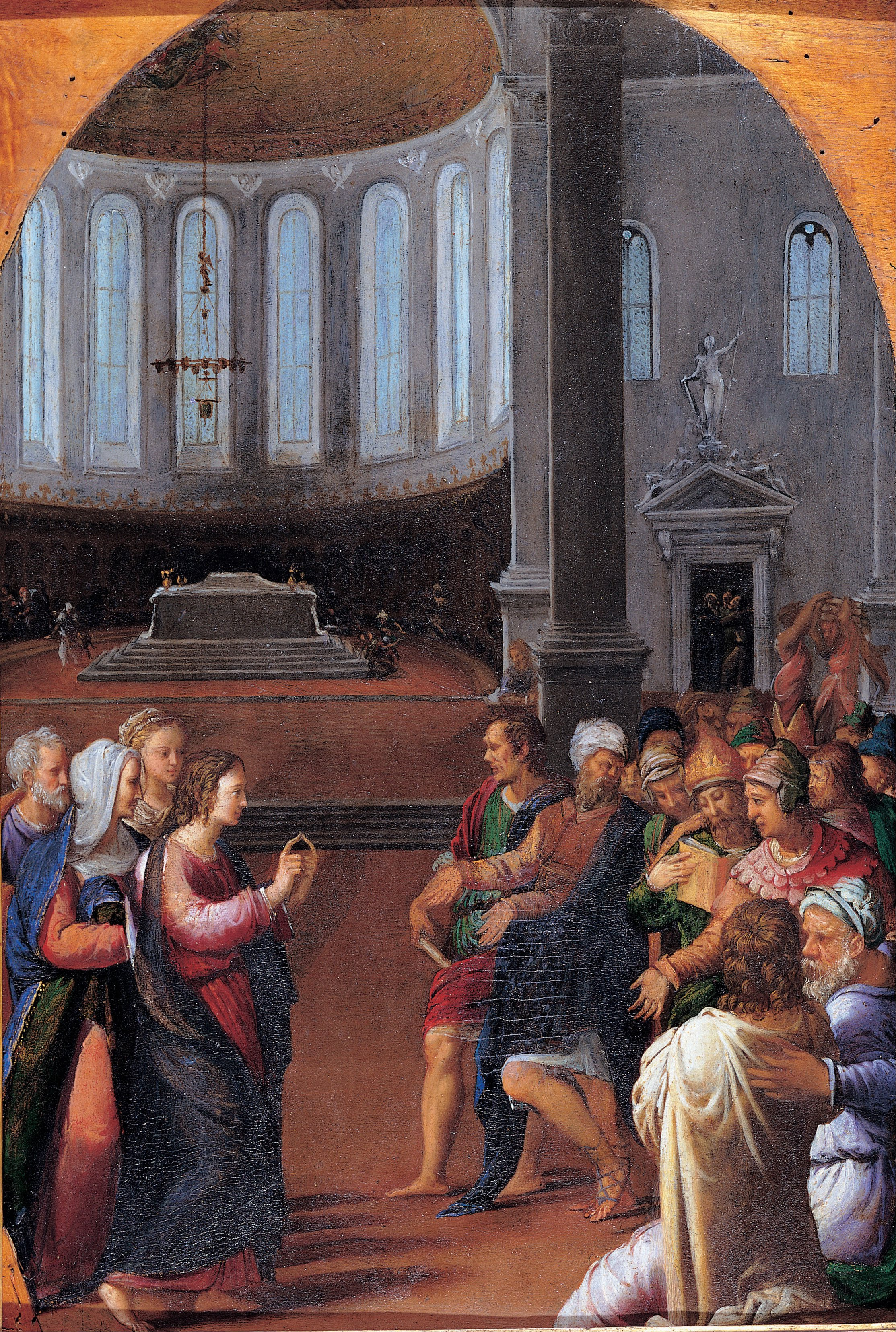
フィリッピ作とされる「博士たちのなかのキリスト」(1550) カピトリーノ美術館
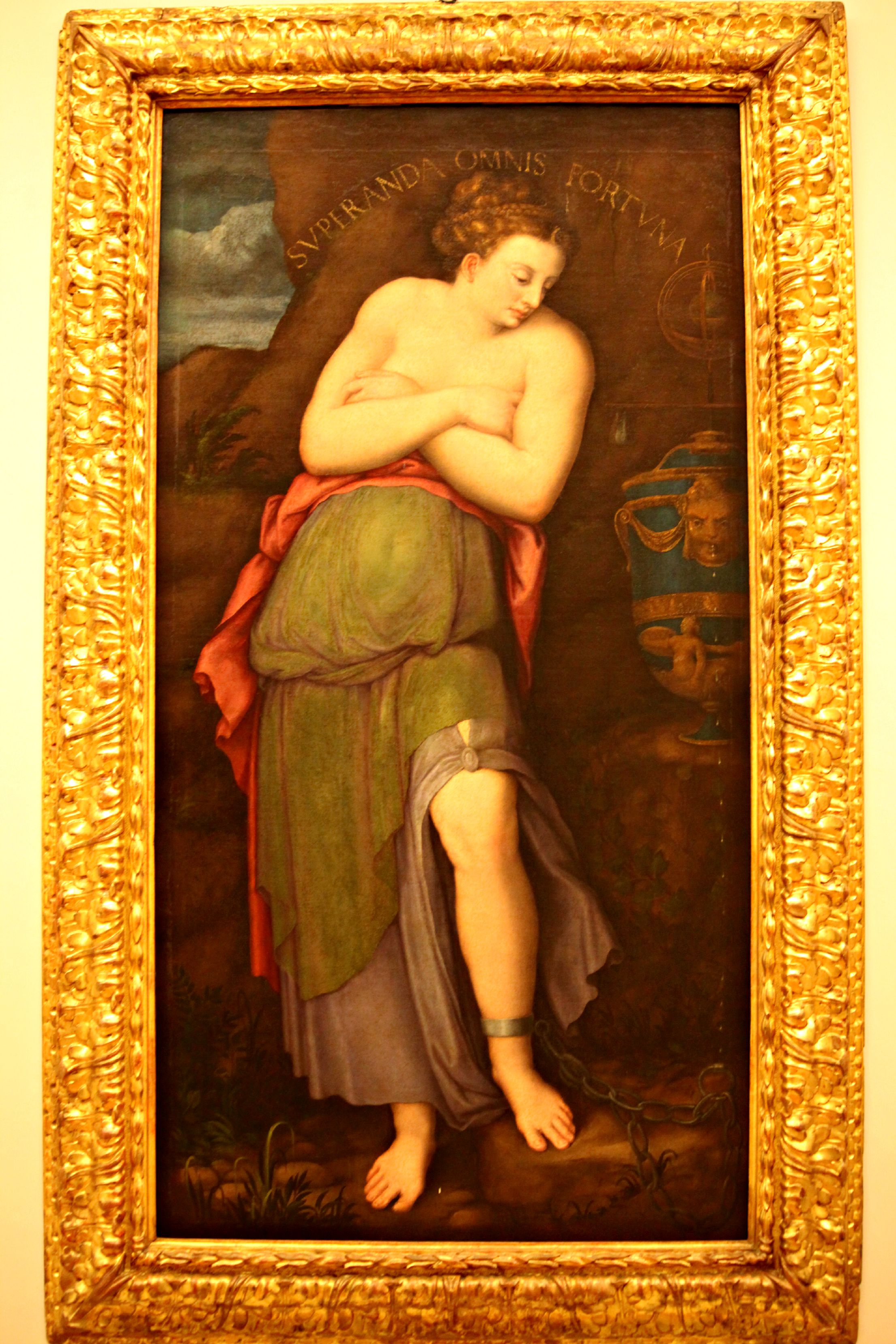
息子のセバスティアーノと合作「忍耐の寓意」(1553/1554)